# Провінція Ямато
34°19′40″ пн. ш. 135°54′22″ сх. д. / 34.327777777778° пн. ш. 135.90611111111° сх. д.
Провінція Ямато (яп. 大和国 — ямато но куні, «країна Ямато»; 和州 — васю, «провінція Ямато») — історична провінція Японії у регіоні Кінкі на острові Хонсю. Відповідає сучасній префектурі Нара.

## Короткі відомості
Як адміністративна одиниця Японії провінція Ямато була сформована у 6 столітті. До того часу вона була відома як район, у якому у 3-4 століттях постала однойменна держава Ямато, що поширила свою владу на більшу частину Японського архіпелагу.
Впродовж 7 століття ряд міст провінції ставали резиденціями імператорів. У 710 році її центр, місто Нара, було перетворено на всеяпонську столицю. У провінції Ямато було зведено багато відомих буддистських храмів, таких як Хорюдзі, Якусідзі, Тодайдзі і Кофукудзі.
З переносом столиці у 794 році до Кіото, роль Нари і провінції Ямато зокрема у політичному житті країни зменшилась. Однак впродовж тривалого історичного часу вони залишалися центрами японського буддизму, особливо течії Сінґон.
У 16 столітті провінцією Ямато володіли роди Цуцуї та Мацунаґа. Однак з утворенням сьоґунату Токуґава, вона перейшла під прямий контроль центрального уряду.
У результаті адміністративної реформи 1871 року провінція Ямато була перейменована на префектуру Нара.

## Повіти
- Соекамі 添上郡
- Соедзімо 添下郡
- Хеґурі 平群郡
- Хіросе 広瀬郡
- Кацураґінокамі (Кацудзьо) 葛上郡
- Кацураґіносімо (Кацуґе) 葛下郡
- Осімі 忍海郡
- Уті 宇智郡
- Йосіно 吉野郡
- Уда 宇陀郡
- Сікінокамі 城上郡
- Сікіносімо 城下郡
- Такаіті 高市郡
- Тоіті 十市郡
- Ямабе 山辺郡